# Walter H. Ehrenstein
Walter Hermann Ehrenstein (* 9. April 1950 in Heidelberg; † 30. Januar 2009 in Bonn) war ein deutscher Psychologe und Gestalttheoretiker. Wie sein Vater Walter Ludwig Ehrenstein (1899–1961) forschte er vornehmlich auf dem Gebiet der Wahrnehmungspsychologie.

## Leben
Ehrenstein studierte an den Universitäten Gießen und Göttingen Ethologie, Physiologie und Psychologie. 1977 promovierte er bei Otto D. Creutzfeld am Max-Planck-Institut für Biophysikalische Chemie in Göttingen zum Thema Richtungsspezifische Nacheffekte in der akustischen Bewegungswahrnehmung. Daran schloss sich ein Forschungsstipendium bei Robert Galambosan, Neuroscience Department der University of California in San Diego, USA, von 1977 bis 1978, und darauf folgend eine Tätigkeit als Forschungsassistent 1978 bis 1980 an der Universität Konstanz.
1980 bis 1985 arbeitete Ehrenstein am Labor für Neuropsychologie in Freiburg bei Lothar Spillmann, dem er zeitlebens verbunden blieb und mit dem er zahlreiche wissenschaftliche Arbeiten publizierte. Ab 1985 war er am „Leibniz-Institut für Arbeitsforschung an der TU Dortmund“ tätig (damals noch „Institut für Arbeitsphysiologie“, IfADo). Seine Arbeitsbereiche waren dort die Psychophysik (Neurowissenschaften, Grundlagen und ergonomische Anwendungen), Wahrnehmung (visuell, auditiv, intersensorisch) einschließlich der sensomotorischen Koordination, Gestaltpsychologie und Erkenntnistheorie.
Aufgrund seiner besonderen Qualifikationen im  Bereich der Gestaltpsychologie und Gestalttheorie wurde er 2007 in den Advisory Board der internationalen multidisziplinären Zeitschrift Gestalt Theory berufen. Für diese Zeitschrift gab er dann auch 2008 als Gast-Herausgeber ein Schwerpunkt-Heft zur gestalttheoretischen Wahrnehmungsforschung in Japan heraus, zu deren namhaftesten Forschern er seit seinem Aufenthalt als Gastwissenschaftler 1992 am Kyoto Institute of Technology enge Beziehungen unterhielt. Seit 2008 wirkte Ehrenstein auch im Editorial Board der Zeitschrift Journal of Integrated Social Sciences (JISS) für den Bereich „Psychology“ mit.

## Ausgewählte Schriften
- 1984: Richtungsspezifische  Adaptation  des  Raum-  und  Bewegungshörens,  in  Spillmann, L. & Wooten, B.R. (eds.)(1984): Sensory Experience, Adaptation and Perception. Festschrift for Ivo Kohler, 401–419. Hillsdale, N.J.: Erlbaum.
- 1996 (mit L. Spillmann): From Neuron to Gestalt - Mechanisms of Visual Perception, in Greger, R.  &  Windhorst,  U. (eds.)(1996): Comprehensive Human Physiology,  861–893.  Heidelberg: Springer.
- 2003 (mit L. Spillmann & V. Sarris): Gestalt issues in modern neuroscience. Axiomathes 13, 433–458.
- 2008 (als Gast-Herausgeber und Mit-Autor): Perceptual research in Japan. Schwerpunktheft von Gestalt Theory, 30(1).